# Castell de Castells
Castell de Castells és una població de la comarca de la Marina Alta, al País Valencià.

## Geografia
El terme, de 45,9 km², s'ubica en la vall de Pop, voltat de muntanyes com ara la Serrella, la serra d'Alfaro, la Xortà o el Castellet i conté diversos paratges de singular bellesa, l'Altar Gelat (on mai no pega el sol), la cova del Somo, els Arcs dels Atancos, les fonts de la Bota, l'Ombra, els Teixos; el forat de la Llacuna, el Castellet; el cim del Cocoll i sobre tot el Pla de Petracos en són bona mostra.
Limita amb els termes municipals de Beniardà, Benigembla, Benimantell, Bolulla, Famorca, Guadalest, Tàrbena, Tollos, la Vall d'Ebo i la Vall de Laguar.

## Història
Al Pla de Petracos hi ha un jaciment prehistòric que parla de l'antiguitat del lloc; tot i això la població té el seu origen en l'antic castell de Serrella, per la qual cosa també és conegut com a Castells de Serrella; formava part dels dominis d'Al-Azraq fins a 1254 en què Jaume I va incorporar-lo a la Corona d'Aragó; en 1290 (1320 segons altres fonts) fou comprat per Bernat de Sarrià i posteriorment passà a l'orde de Calatrava, de la qual constituí la comanda del Castell de Castells. Fou lloc de moriscos, els quals ocupaven, segons el Cens de Caracena, 170 cases en el moment de l'expulsió, a la qual s'oposaren per les armes i foren derrotats, després de destruir l'església, en la batalla del Pla de Petracos. La posterior repoblació es va fer amb cristians mallorquins.
L'any 2019, un equip de la Universitat de València va trobar a les Coves de Santa Maira les cordes trenades més antigues d'Europa, de 12.700 anys d'antiguitat.

## Demografia i economia
Compta amb una població de 426 habitants (INE 2022); el gentilici dels seus habitants és castellenc/a. L'economia és bàsicament agrícola, de secà: ametla; oliva i garrofa, en plena transformació devers el turisme rural i d'interior. S'hi conserva l'artesania de la palma, de la qual es fan cistelles i bosses de mà.

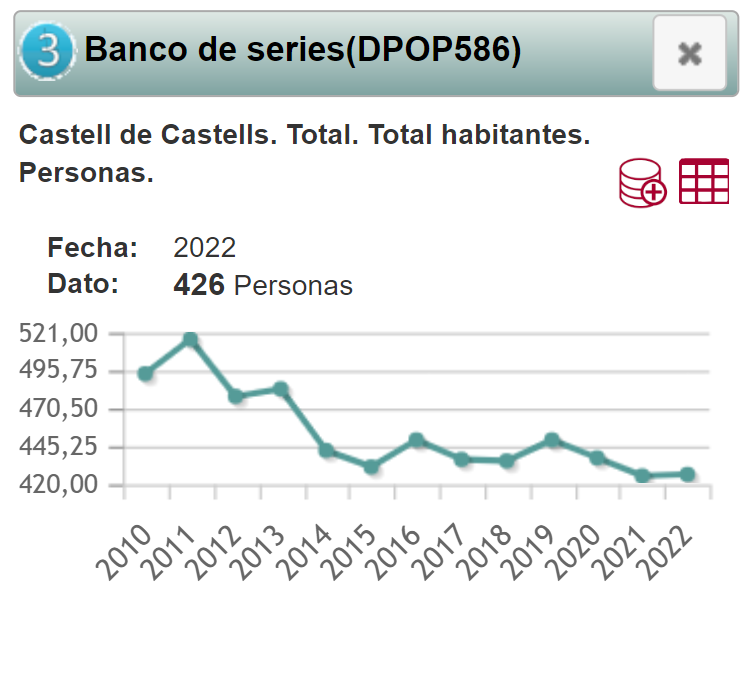
Evolució nombre d'habitants, 2010-2022, segons l'INE

| 1900  | 1910  | 1920  | 1930  | 1940  | 1950 | 1960 | 1970 | 1981 | 1991 | 2000 | 2005 | 2007 | 2012 | 2013 | 2016 | 2018 | 2022 |
| ----- | ----- | ----- | ----- | ----- | ---- | ---- | ---- | ---- | ---- | ---- | ---- | ---- | ---- | ---- | ---- | ---- | ---- |
| 1.451 | 1.174 | 1.109 | 1.186 | 1.046 | 977  | 828  | 797  | 695  | 529  | 466  | 482  | 517  | 478  | 483  | 449  | 435  | 426  |

## Política i govern

### Composició de la Corporació Municipal
El Ple de l'Ajuntament està format per 7 regidors. En les eleccions municipals de 26 de maig de 2019 foren elegits 5 regidors d'Units per Castells (UPC), 1 del Partit Socialista del País Valencià (PSPV-PSOE) i 1 del Partit Popular (PP).
| Eleccions municipals de 26 de maig de 2019 - Castell de Castells                                                |                                          |                                     |                                     |      |          |          |
| Candidatura | Candidatura                              | Candidatura                         | Cap de llista                       | Vots | Vots     | Regidors |
| | Units per Castells                       |                                     | Vicente Tomás Estalrich             | 224  | 64,93%   | 5 (+2)   |
| | Partit Socialista del País Valencià-PSOE |                                     | Antoni Josep Vaquer Romà            | 80   | 23,19%   | 1 (-2)   |
| | Partit Popular                           |                                     | Carmen Tomás Ruiz                   | 41   | 11,88%   | 1 ()     |
| | Vots en blanc                            |                                     |                                     | 0    | 0,00%    |          |
| Total vots vàlids i regidors                                                                                    | Total vots vàlids i regidors             | Total vots vàlids i regidors        | Total vots vàlids i regidors        | 345  | 100 %    | 7        |
| | Vots nuls                                | Vots nuls                           | Vots nuls                           | 1    | 0,29%    |          |
| Participació (vots vàlids més nuls)                                                                             | Participació (vots vàlids més nuls)      | Participació (vots vàlids més nuls) | Participació (vots vàlids més nuls) | 346  | 86,50%** |          |
| Abstenció | Abstenció                                | Abstenció                           | Abstenció                           | 54*  | 13,50%** |          |
| Total cens electoral                                                                                            | Total cens electoral                     | Total cens electoral                | Total cens electoral                | 346* | 100 %**  |          |
| Alcalde: Vicente Tomás Estalrich (UPC) (15/06/2019) Per majoria absoluta dels vots dels regidors (5 vots)       |                                          |                                     |                                     |      |          |          |
| Fonts: JEC, JEZ Dénia, Periòdic Ara. (* No són vots sinó electors. ** Percentatge respecte del cens electoral.) |                                          |                                     |                                     |      |          |          |

### Alcaldia
Des de 2015 l'alcalde de Castell de Castells és Vicente Tomás Estalrich d'Units per Castells (UPC).
| Període                       | Alcalde o alcaldessa     | Partit polític | Data de possessió | Observacions |
| ----------------------------- | ------------------------ | -------------- | ----------------- | ------------ |
| 1979–1983                     | Juan Vaquer Vaquer       | UCD            | 19/04/1979        | --           |
| 1983–1987                     | Juan Vaquer Vaquer       | ICC            | 28/05/1983        | --           |
| 1987–1991                     | Vicente Hernández García | PSPV-PSOE      | 30/06/1987        | --           |
| 1991–1995                     | Salvador Mas Alós        | PSPV-PSOE      | 15/06/1991        | --           |
| 1995–1999                     | María Rosa Pérez Gadea   | PP             | 17/06/1995        | --           |
| 1999–2003                     | María Rosa Pérez Gadea   | PP             | 03/07/1999        | --           |
| 2003–2007                     | María Rosa Pérez Gadea   | PP             | 14/06/2003        | --           |
| 2007–2011                     | María Rosa Pérez Gadea   | PP             | 16/06/2007        | --           |
| 2011–2015                     | María Rosa Pérez Gadea   | PP             | 11/06/2011        | --           |
| 2015–2019                     | Vicente Tomàs Estalrich  | UPC            | 13/06/2015        | --           |
| 2019-2023                     | Vicente Tomàs Estalrich  | UPC            | 15/06/2019        | --           |
| Des de 2023                   | Vicente Tomàs Estalrich  | UPC            | 28/05/2023        | --           |
| Fonts: Generalitat Valenciana |                          |                |                   |              |

## Edificis i llocs d'interès

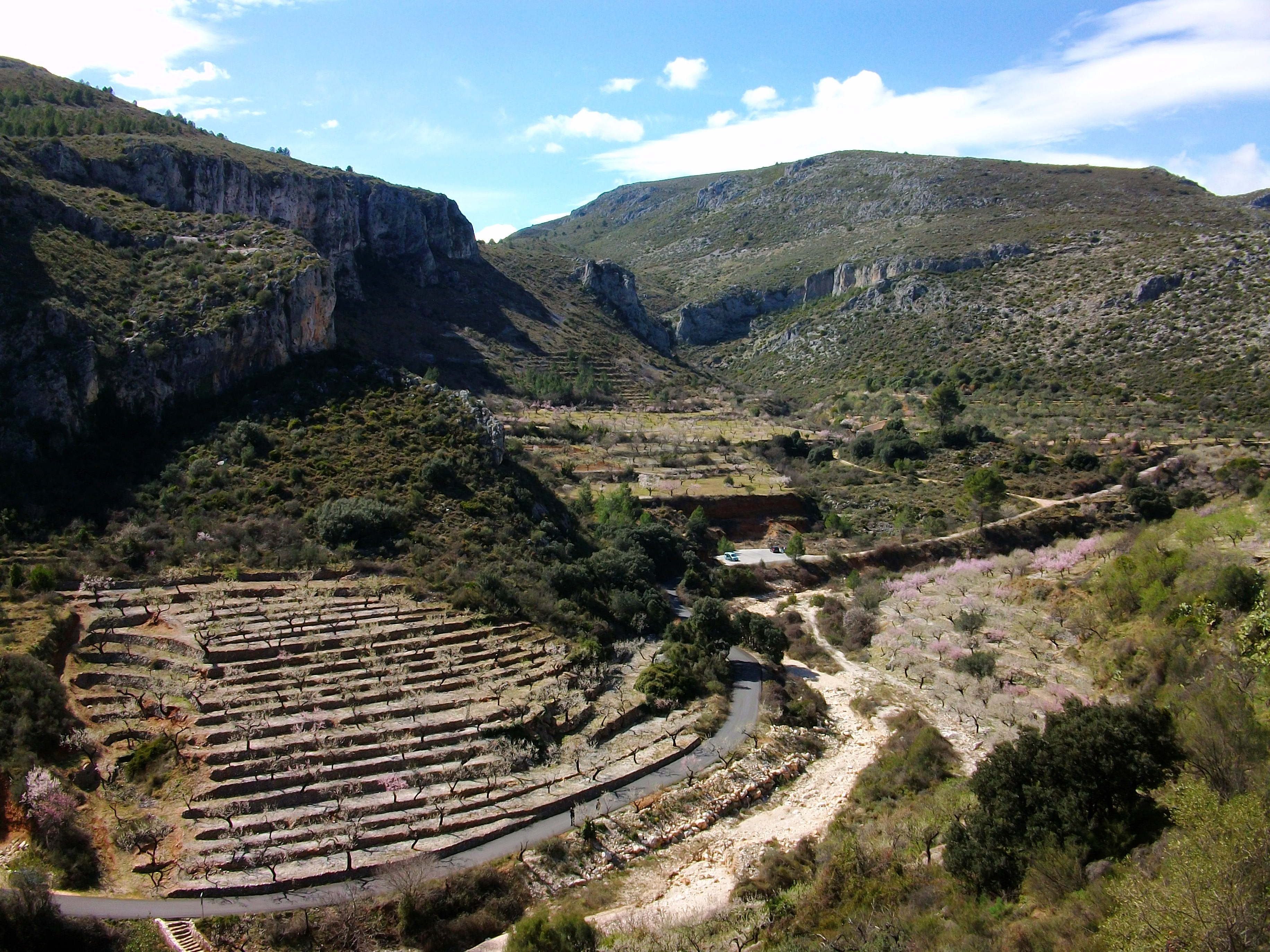
Vista del Pla de Petracos

El poble està envoltat per tres poblats moriscs situats a les partides de Petracos, Aialt i Bit i ha assolit recentment el Premi Especial a la Conservació del Patrimoni pel seu modern Museu Etnològic i la ruta de les pintures rupestres que troba el seu millor exponent en el jaciment de Pla de Petracos, declarada amb la resta de l'art rupestre llevantí Patrimoni de la Humanitat.
- Església de Santa Anna (segle xvii)

- Restes del Castell de Serrella: De difícil accés, roman abandonat al cim del Castellet des de la conquesta i el seu estat és de ruïna absoluta.

- Paratge Natural Municipal d'Els Arcs: Es troba en l'àmbit de la serra de la Serrella, amb una orografia accidentada, amb muntanyes que arriben a altituds superiors als 1.300 metres.

- Santuari del Pla de Petracos: El jaciment amb art rupestre del Pla de Petracos, es localitza a uns 500 metres sobre el nivell del mar, al marge esquerre del Barranc de Malafí. Descobert el 1980 per membres del Centre d'Estudis Contestans, està compost per vuit abrics dels quals cinc presenten motius pintats perfectament visibles.

- Àrea recreativa del Bancal Blanc
- Coves de Santa Maira: L'any 2017, en el nivell 3 de les excavacions que realitzen distintes entitats arqueològiques i universitàries, en un estrat mesolític (d'uns 10.000 anys aproximadament), es descobriren 30 restes humanes amb marques d'haver mort a mans d'altres humans. National Geographic se'n fa ressò i molt mitjans estatals i internacionals parlen del tema. La troballa d'una resta humana amb marques de dents humanes obri un estudi sobre la possibilitat de la pràctica del canibalisme en les Coves de Santa Maira.

## Gastronomia
La gastronomia és la típica de la comarca, mintxos, borra (de melva), farinetes, botifarra, sobrassada, penques i, com a curiositat, citar el costum importat pels que emigraren cap a Algèria del cous-cous.
Es manté el costum de collir llicsons, esclatasangs, bolets, camesrotges i espàrrecs.
També cal anomenar la carn de caça, ja que el terme municipal de Castell de Castells es practiquen distints tipus de vedes durant tot l'any: porc senglar, arruís i distints tipus d'ocells, com ara la perdiu.

## Festes
- Festes Patronals. Se celebren en honor de la patrona Santa Anna del 26 de juliol, i l'Assumpció de la Verge a partir del 15 d'agost. Destaquen les seues processons, desfilades de moros i cristians, revetles amb orquestra, desfilada de carrosses i les populars carreres de galls al carrer major. Són molt importants per a la festa els festers i les festeres, que acaben de fer 18 anys, i la presència permanent de la banda de música local en la major part dels actes, tant litúrgics com lúdics.
- Festa de Petracos. El primer o segon cap de setmana de setembre, a uns cinc quilòmetres de Castell de Castells, al Pla de Petracos, se celebra un cap de setmana d'activitats musicals, gastronòmiques i religioses. La gent ocupa les "casetes" desocupades durant l'any i des de fa uns anys, entre els més joves, són comuns les acampades durant tota la festivitat. L'útim dia, el diumenge, se celebra la missa en honor de la Mare de Déu de Petracos, imatge de la qual es trasllada des del poble fins a Petracos.
- Sant Antoni. Recuperada festa popular i tradicional en honor de Sant Antoni Abad. Hi ha una comissió de festers i festeres fixa, que treballa durant tot l'any per celebrar Sant Antoni. A Castells ho fan alçant una gran foguera enmig la plaça del poble a migdia i torrant carn a la nit per a tota la gent que participe de la festa.
- Santa Cecília. Patrona dels músics i festa popular típica de les bandes música. A Castells, la Unió Musical "La Primitiva" de Castell de Castells, celebra un gran concert, en el qual es presenten els nous membres i un o dos dies de festa amb processó, actes festius musicals, sopars i dinars.
- Sant Jaume i Santa Anna (i Setmana Cultural). Ambdues activitats solen coincidir la darrera setmana de juliol, durant la qual es realitzen activitats per a tots els públics, com ara el cinema a la plaça del poble, partides de pilota valenciana, la nit poètica i altres activitats religioses, com ara misses i processons.